# Gil Bellows
Gil Bellows (* 28. Juni 1967 in Vancouver, British Columbia) ist ein kanadischer Schauspieler.

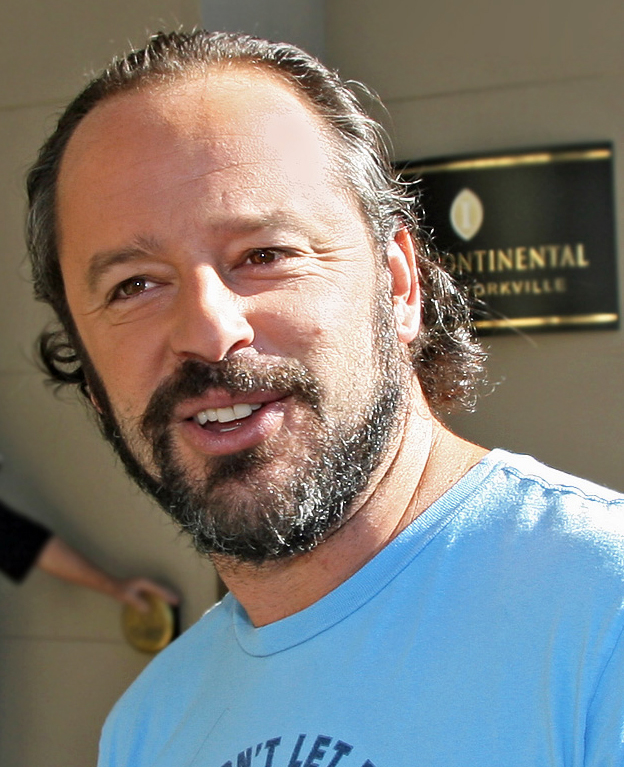
Gil Bellows beim Toronto International Film Festival 2008

## Leben
Bellows studierte in Los Angeles an der American Academy of Dramatic Arts. Er debütierte im Film The First Season (1988); im Filmdrama Die Verurteilten (1994) spielte er an der Seite von Tim Robbins und Morgan Freeman. Weltweit bekannt wurde er durch die Rolle des Billy Thomas in der Fernsehserie Ally McBeal, die er in den Jahren 1997 bis 2002 spielte. Für diese Rolle wurde er in den Jahren 1998 bis 2000 gemeinsam mit dem übrigen Schauspielensemble für den Screen Actors Guild Award nominiert, den er im Jahr 1999 gemeinsam mit unter anderem Calista Flockhart, Peter MacNicol und Courtney Thorne-Smith erhielt.
Im Thriller Judas Kiss (1998) spielte Bellows an der Seite von Emma Thompson. Im Thriller Blind Horizon – Der Feind in mir (2003) trat er neben Val Kilmer auf.
Bellows ist seit dem Jahr 1994 mit der Schauspielerin Rya Kihlstedt verheiratet und hat zwei Kinder.

## Filmografie (Auswahl)
- 1988: The First Sensor
- 1991: Law & Order (Fernsehserie, Episode 1x14)
- 1994: Die Verurteilten (The Shawshank Redemption)
- 1994: Love and a .45
- 1995: Miami Rhapsody
- 1996: The Substance of Fire
- 1997: Schneewittchen (Snow White: A Tale of Terror)
- 1997: Eine grauenvolle Familie (Dinner at Fred’s)
- 1997: Der Hexenclub von Bayonne (Un amour de sorcière)
- 1997–2002: Ally McBeal (Fernsehserie, 66 Episoden)
- 1998: Judas Kiss
- 2000: Beautiful Joe
- 2000: Chasing: Sleep (Chasing Sleep)
- 2001–2002: The Agency – Im Fadenkreuz der C.I.A. (The Agency, Fernsehserie, 23 Episoden)
- 2003: Blind Horizon – Der Feind in mir (Blind Horizon)
- 2004: Pursued – Ein Headhunter kennt keine Gnade (Pursued)
- 2005: The Weather Man
- 2006: Final Days – Die letzten Tage der Menschheit (Final Days of Planet Earth)
- 2008: 24: Redemption (Fernsehfilm)
- 2008: Infiziert (Infected)
- 2008: Das Feld der Ehre – Die Schlacht von Passchendaele (Passchendaele)
- 2009: Topjob – Showdown im Supermarkt (The Promotion)
- 2010: Criminal Minds (Fernsehserie, Episode 6x02)
- 2010: FlashForward (Fernsehserie, 3 Episoden)
- 2010: Unthinkable – Der Preis der Wahrheit (Unthinkable)
- 2010: Hunt to Kill
- 2010: Der Dämon – Im Bann des Goblin (Goblin) (Fernsehfilm)
- 2012: Der Samariter – Tödliches Finale (The Samaritan)
- 2012: House at the End of the Street
- 2012: Boss (Fernsehserie, 2 Episoden)
- 2012: Vegas (Fernsehserie, 3 Episoden)
- 2013: Delete – Das Cyber-Armageddon (Delete, Fernsehzweiteiler)
- 2013: Mad Ship
- 2013: Louis Cyr
- 2013: Parkland
- 2013: Three Days in Havana
- 2014: Ascension (Fernsehserie, 3 Episoden)
- 2014: Leading Lady
- 2014: Extraterrestrial: Sie kommen nicht in Frieden (Extraterrestrial)
- 2014: The Calling: Ruf des Bösen (The Calling)
- 2014: Kill the Messenger
- 2014: Bones – Die Knochenjägerin (Bones, Fernsehserie, Episode 10x07)
- 2015: Der Sturm – Life on the Line (Life on the Line)
- 2015: Weepah Way for Now
- 2015–2018: Patriot (Fernsehserie, 14 Episoden)
- 2016: 11.22.63 – Der Anschlag (11.22.63, Fernsehserie, 2 Episoden)
- 2016: Eyewitness (Fernsehserie, 10 Episoden)
- 2019: Jett (Fernsehserie, 8 Episoden)
- 2019: Scary Stories to Tell in the Dark
- 2019: The Handmaid’s Tale – Der Report der Magd (The Handmaid’s Tale, Fernsehserie, Episode 3x09)
- 2019: Drowning
- 2019: Suits (Fernsehserie, Episode 9x03)
- 2020: The Twilight Zone (Fernsehserie, Episode You Might Also Like)
- 2020: Two Deaths of Henry Baker
- 2021: American Gods (Fernsehserie, 3 Episoden)
- 2021: V.C. Andrews’ Ruby (Fernsehfilm)
- 2023–2024: Chucky (Fernsehserie, 6 Episoden)